# Carterton (Oxfordshire)
Carterton – miasto w Wielkiej Brytanii, w Anglii, w regionie South East England, w hrabstwie Oxfordshire. W 2001 r. miasto to zamieszkiwało 20120 osób.